# Covarianza di Lorentz
In fisica, in particolare nella relatività speciale, la covarianza di Lorentz o invarianza di Lorentz è una caratteristica della natura per la quale le leggi fisiche che la governano sono indipendenti dall'orientamento e dalla velocità di traslazione del sistema di riferimento utilizzato per enunciarle. In particolare, sono invarianti rispetto ad una trasformazione di Lorentz.

## Storia
Le trasformazioni di Lorentz furono scoperte e pubblicate per la prima volta da Joseph Larmor nel 1897. Già dieci anni prima però Woldemar Voigt aveva pubblicato delle trasformazioni che differivano solo per un fattore di Lorentz, ma che esibivano tutte le principali caratteristiche della relatività ristretta, con l'unico difetto di non formare un gruppo.  Nel 1905 il matematico Henri Poincaré denominò queste trasformazioni in onore del fisico e matematico olandese Hendrik Antoon Lorentz, il quale aveva pubblicato la propria versione finale nel 1904. Fu lo stesso Poincarè che ne revisionò il formalismo convertendolo nella forma coerente e del tutto solida che conosciamo oggi.
Lorentz credeva nell'ipotesi dell'etere luminifero. Fu Albert Einstein che, adottando le trasformazioni del fisico olandese nella formulazione della relatività ristretta, diede all'applicazione un appropriato fondamento teorico, affermando con il primo postulato della teoria l'invarianza di tutte le leggi fisiche in sistemi di riferimento inerziali.

## Definizione
La covarianza di Lorentz è una proprietà fondamentale dello spaziotempo che segue dalla teoria della relatività ristretta. Essa possiede due significati distinti, ma strettamente connessi:
- Una grandezza fisica si dice covariante o covariante di Lorentz se si trasforma in una determinata rappresentazione del gruppo di Lorentz. Secondo la teoria delle rappresentazioni del gruppo di Lorentz, tali quantitativi sono costituiti da scalari, quadrivettori, quadritensori e spinori. In particolare, uno scalare che rimane lo stesso sotto trasformazioni di Lorentz si dice invariante di Lorentz.
- Un'equazione si dice covariante di Lorentz se può essere scritta in termini di quantità covarianti di Lorentz. La proprietà fondamentale di tali equazioni è che forniscono lo stesso risultato in qualsiasi sistema di riferimento inerziale. Questa condizione è un requisito in base al principio di relatività, ovvero tutte le leggi fisiche (ad eccezione di quelle che riguardano l'Interazione gravitazionale) devono fare le stesse previsioni per esperimenti identici che si svolgono durante lo stesso intervallo spazio-temporale in due diversi sistemi di riferimento inerziali.

## Gruppo di Poincaré
Il gruppo di Poincarè è il gruppo formato dalle isometrie dello spaziotempo di Minkowski, ovvero l'insieme di trasformazioni che lasciano invariato l'intervallo:
{\displaystyle ds^{2}(x,y)=(x_{0}-y_{0})^{2}-(x_{1}-y_{1})^{2}-(x_{2}-y_{2})^{2}-(x_{3}-y_{3})^{2}}
Si tratta di un gruppo di Lie non compatto a 10 dimensioni. Il gruppo abeliano di traslazioni è un sottogruppo normale mentre il gruppo di Lorentz è un sottogruppo, uno stabilizzatore di un punto. Pertanto, l'intero gruppo di Poincaré è il prodotto semidiretto delle traslazioni e delle trasformazioni di Lorentz. L'algebra di Lie del gruppo di Poincaré soddisfa le seguenti equazioni:
{\displaystyle [P_{\mu },P_{\nu }]=0\qquad [P_{\rho },M_{\mu \nu }]=i(\,\eta _{\mu \rho }P_{\nu }-\eta _{\nu \rho }P_{\mu })}
{\displaystyle [M_{\rho \sigma },M_{\mu \nu }]\,=i(\,\eta _{\mu \rho }M_{\nu \sigma }-\eta _{\mu \sigma }M_{\nu \rho }-\eta _{\nu \rho }M_{\mu \sigma }+\eta _{\nu \sigma }M_{\mu \rho })}
dove il vettore {\displaystyle P} è il generatore delle traslazioni, il tensore {\displaystyle M} è il generatore delle trasformazioni di Lorentz e il tensore {\displaystyle \eta } è la metrica di Minkowski.
Il gruppo di Lorentz è definito come il gruppo ortogonale generalizzato O(1,3), ovvero il gruppo di Lie che su {\displaystyle \mathbb {R} ^{4}} conserva la forma quadratica:
{\displaystyle ds^{2}=c^{2}dt^{2}-dx^{2}-dy^{2}-dz^{2}}
Il gruppo di Lorentz è pertanto il sottogruppo del gruppo di Poincarè formato dalle isometrie che lasciano l'origine del sistema di riferimento fissata. Per tale motivo è anche detto gruppo di Lorentz omogeneo, mentre il gruppo di Poincarè è talvolta detto gruppo di Lorentz non omogeneo.
Le quantità che si conservano in seguito alle trasformazioni del gruppo di Lorentz sono dette covarianti. Le equazioni che descrivono i fenomeni naturali sono covarianti.

### Trasformazioni di Lorentz
Una trasformazione di Lorentz è una trasformazione lineare tale per cui, a partire dalle coordinate di un evento nello spaziotempo nel sistema di riferimento cartesiano inerziale {\displaystyle S(t,x,y,z)}, si ricavano le coordinate rispetto ad un analogo sistema di riferimento {\displaystyle S'(t',x',y',z')} che si muove di moto uniforme rispetto al primo. L'insieme di tutte le trasformazioni di Lorentz forma un gruppo, il gruppo di Lorentz.
Nella configurazione detta configurazione standard si assume che {\displaystyle S'} abbia i tre assi spaziali paralleli a quelli di {\displaystyle S}, che il sistema {\displaystyle S'} si muova con velocità {\displaystyle \mathbf {v} } lungo l'asse {\displaystyle x} di {\displaystyle S} e che le origini dei due sistemi di riferimento coincidano per {\displaystyle t'=t=0}. In tale contesto le trasformazioni di Lorentz assumono la forma:
{\displaystyle {\begin{cases}t'=\gamma \left(t-{\frac {v}{c^{2}}}x\right)\\x'=\gamma \left(x-vt\right)\\y'=y\\z'=z\end{cases}}}
dove:
{\displaystyle \gamma ={\frac {1}{\sqrt {1-{\frac {v^{2}}{c^{2}}}}}}}
è chiamato fattore di Lorentz, mentre {\displaystyle c} è la velocità della luce nel vuoto. Introducendo il quadrivettore:
{\displaystyle x^{\mu }={\begin{bmatrix}ct\\x\\y\\z\end{bmatrix}}}
le quattro equazioni riportate sopra possono essere espresse attraverso una relazione matriciale:
{\displaystyle x'^{\lambda }=\Lambda ^{\lambda }{}_{\mu }x^{\mu }}
dove {\displaystyle \lambda } è la matrice di trasformazione relativa alle trasformazioni in configurazione standard lungo {\displaystyle x}:
{\displaystyle {\begin{bmatrix}ct'\\x'\\y'\\z'\end{bmatrix}}={\begin{bmatrix}\gamma &-{\frac {v}{c}}\gamma &0&0\\-{\frac {v}{c}}\gamma &\gamma &0&0\\0&0&1&0\\0&0&0&1\\\end{bmatrix}}{\begin{bmatrix}ct\\x\\y\\z\end{bmatrix}}}
Le trasformazioni {\displaystyle \Lambda } con {\displaystyle \det(\Lambda ^{a}{}_{b})\,=+1} appartengono al gruppo proprio di Lorentz, che è formato dai boosts e dalle rotazioni spaziali, mentre quelle con {\displaystyle \det(\Lambda ^{a}{}_{b})\,=-1} sono dette trasformazioni improprie di Lorentz, e non formano un gruppo. Queste ultime includono riflessioni spaziali e/o temporali tali da alterare la parità del sistema dei quattro assi di riferimento. Nel programma di Erlangen, lo spazio di Minkowski può essere visto come la geometria definita dal gruppo di Poincarè che combina le trasformazioni di Lorentz con le traslazioni.

## Covarianza di Lorentz e simmetria CPT
La simmetria CPT è considerata ad oggi l'unica simmetria discreta esatta della natura. Vi è un teorema che fa derivare la sua conservazione per tutti i fenomeni fisici assumendo la correttezza delle leggi quantistiche.
Nel 2002 Oscar Greenberg provò che la violazione della simmetria CPT implicherebbe la rottura della simmetria di Lorentz, ciò che implica che qualsiasi studio sull'una comprenda anche l'altra. Diverse ricerche sperimentali di tali violazioni sono state eseguite nel corso degli ultimi anni senza arrivare a prove dirette.  Nell'articolo di V.A. Kostelecky e N. Russell del 2010 dal titolo "Data Tables for Lorentz and CPT Violation" è riportato un elenco dettagliato dei risultati di tali ricerche.